# Les Bordes-Aumont
Les Bordes-Aumont è un comune francese di 491 abitanti situato nel dipartimento dell'Aube nella regione del Grand Est.

## Società

### Evoluzione demografica
Abitanti censiti